# Murray Henderson
John Murray Henderson, född 5 september 1921, död 4 januari 2013, var en kanadensisk professionell ishockeyback som tillbringade åtta säsonger i den nordamerikanska ishockeyligan National Hockey League (NHL), där han spelade för Boston Bruins. Han producerade 86 poäng (24 mål och 62 assists) samt drog på sig 305 utvisningsminuter på 405 grundspelsmatcher.
Han spelade också för Hershey Bears i American Hockey League (AHL) och Toronto Young Rangers och Toronto Marlboros i OHA-Jr. Henderson var spelande tränare när han spelade för Bears.
Han är syskonson till Charlie Conacher, Lionel Conacher och Roy Conacher samt kusin till Brian Conacher och Pete Conacher.

## Statistik
| 1938–1939      | Toronto Young Rangers | OHA-Jr.        | 9   | 0  | 0  | 0  | 6   | 1  | 0 | 0 | 0 | 2  |
|                | Upper Canada Cyclones |                | 6   | 2  | 1  | 3  | 2   | —  | — | — | — | —  |
| 1939–1940      | Toronto Young Rangers | OHA-Jr.        | 20  | 4  | 3  | 7  | 18  | 2  | 0 | 0 | 0 | 2  |
| 1940–1941      | Toronto Young Rangers | OHA-Jr.        | 15  | 5  | 0  | 5  | 8   | 5  | 2 | 0 | 2 | 8  |
| 1941–1942      | Toronto Marlboros     | OHA-Jr.        | 28  | 2  | 4  | 6  | 10  | 6  | 2 | 1 | 3 | 8  |
| 1942–1943      | Toronto RCAF          | OHA-Sr.        | 10  | 2  | 5  | 7  | 19  | 9  | 2 | 7 | 9 | 12 |
| 1943–1944      | Toronto RCAF          | OHA-Sr.        | 7   | 6  | 1  | 7  | 6   | —  | — | — | — | —  |
| 1944–1945      | Boston Bruins         | NHL            | 5   | 0  | 1  | 1  | 4   | 7  | 0 | 1 | 1 | 2  |
|                | Boston Olympics       | EHL            | 3   | 1  | 2  | 3  | 4   | 3  | 2 | 2 | 4 | 2  |
|                | Toronto RCAF          |                | 2   | 2  | 1  | 3  | 0   | —  | — | — | — | —  |
| 1945–1946      | Boston Bruins         | NHL            | 48  | 4  | 11 | 15 | 30  | 10 | 1 | 1 | 2 | 4  |
| 1946–1947      | Boston Bruins         | NHL            | 57  | 5  | 12 | 17 | 63  | 4  | 0 | 0 | 0 | 4  |
| 1947–1948      | Boston Bruins         | NHL            | 49  | 6  | 8  | 14 | 50  | 3  | 1 | 0 | 1 | 5  |
| 1948–1949      | Boston Bruins         | NHL            | 60  | 2  | 9  | 11 | 28  | 5  | 0 | 1 | 1 | 2  |
| 1949–1950      | Boston Bruins         | NHL            | 64  | 3  | 8  | 11 | 42  | —  | — | — | — | —  |
| 1950–1951      | Boston Bruins         | NHL            | 66  | 4  | 7  | 11 | 37  | 5  | 0 | 0 | 0 | 2  |
| 1951–1952      | Boston Bruins         | NHL            | 56  | 0  | 6  | 6  | 51  | 7  | 0 | 0 | 0 | 4  |
| 1952–1953      | Hershey Bears         | AHL            | 61  | 4  | 19 | 23 | 49  | 3  | 0 | 0 | 0 | 0  |
| 1953–1954      | Hershey Bears         | AHL            | 69  | 7  | 25 | 32 | 85  | 11 | 0 | 3 | 3 | 12 |
| 1954–1955      | Hershey Bears         | AHL            | 59  | 4  | 14 | 18 | 61  | —  | — | — | — | —  |
| 1955–1956      | Hershey Bears         | AHL            | 9   | 0  | 3  | 3  | 8   | —  | — | — | — | —  |
| NHL totalt     | NHL totalt            | NHL totalt     | 405 | 24 | 62 | 86 | 305 | 41 | 2 | 3 | 5 | 23 |
| AHL totalt     | AHL totalt            | AHL totalt     | 198 | 15 | 61 | 76 | 203 | 14 | 0 | 3 | 3 | 12 |
| OHA-Jr. totalt | OHA-Jr. totalt        | OHA-Jr. totalt | 72  | 11 | 7  | 18 | 42  | 14 | 4 | 1 | 5 | 20 |